# Bärenkopf (Karwendel)
Le Bärenkopf est une montagne culminant à 1 991 m d'altitude dans le massif des Karwendel en Autriche.

## Géographie
Le Bärenkopf se situe dans le chaînon du Rauer Knöll, au sud de Pertisau.

## Ascension
Les randonneurs atteignent le sommet lors d'une randonnée de trois heures en montagne depuis Pertisau. Quelques mètres plus à l'ouest, en dessous du plateau du sommet, se trouvent une marche rocheuse et un autre tronçon de via ferrata.